# Flaming Star
Flaming Star (bra: Estrela de Fogo; prt: A Lança em Chamas) é um filme estadunidense de 1960, dos gêneros faroeste e drama musical, dirigido por Don Siegel, com roteiro de Clair Huffaker e Nunnally Johnson baseado no romance Flaming Lance, escrito em 1958 por Huffaker. 
Nesse longa metragem Elvis só interpreta uma canção em todo o filme, chamada A Cane And a High Starched Collar, aliás, as outras canções gravadas, não foram reunidas e lançadas em um álbum, foram lançadas posteriormente em coletâneas.[carece de fontes?]

## Sinopse
A história se passa no ano de 1870 no estado do Texas. Elvis interpreta um descendente de índio, o seu pai é um homem branco e sua mãe é de descendência indígena. O filme trata da rivalidade entre os homens brancos e os índios, o personagem de Elvis, Pacer Burton, fica no meio desse conflito, tendo assim que escolher em qual lado ficar. Seu pai e seu irmão ficam do lado branco e tudo piora depois da morte de sua mãe. Talvez por isso ele defenda sua família dos ataques dos índios, a partir daí o conflito está armado.

## Elenco
- Elvis Presley .... Pacer Burton
- Steve Forrest .... Clint Burton
- Dolores del Río .... Neddy Burton
- Barbara Eden .... Roslyn Pierce

## Trilha sonora
- Flaming Star (Black Star)[carece de fontes?]
- Summer Kisses, Winter Tears[carece de fontes?]
- Britches[carece de fontes?]
- A Cane And a High Starched Collar[carece de fontes?]